# Stojan Michajłowski

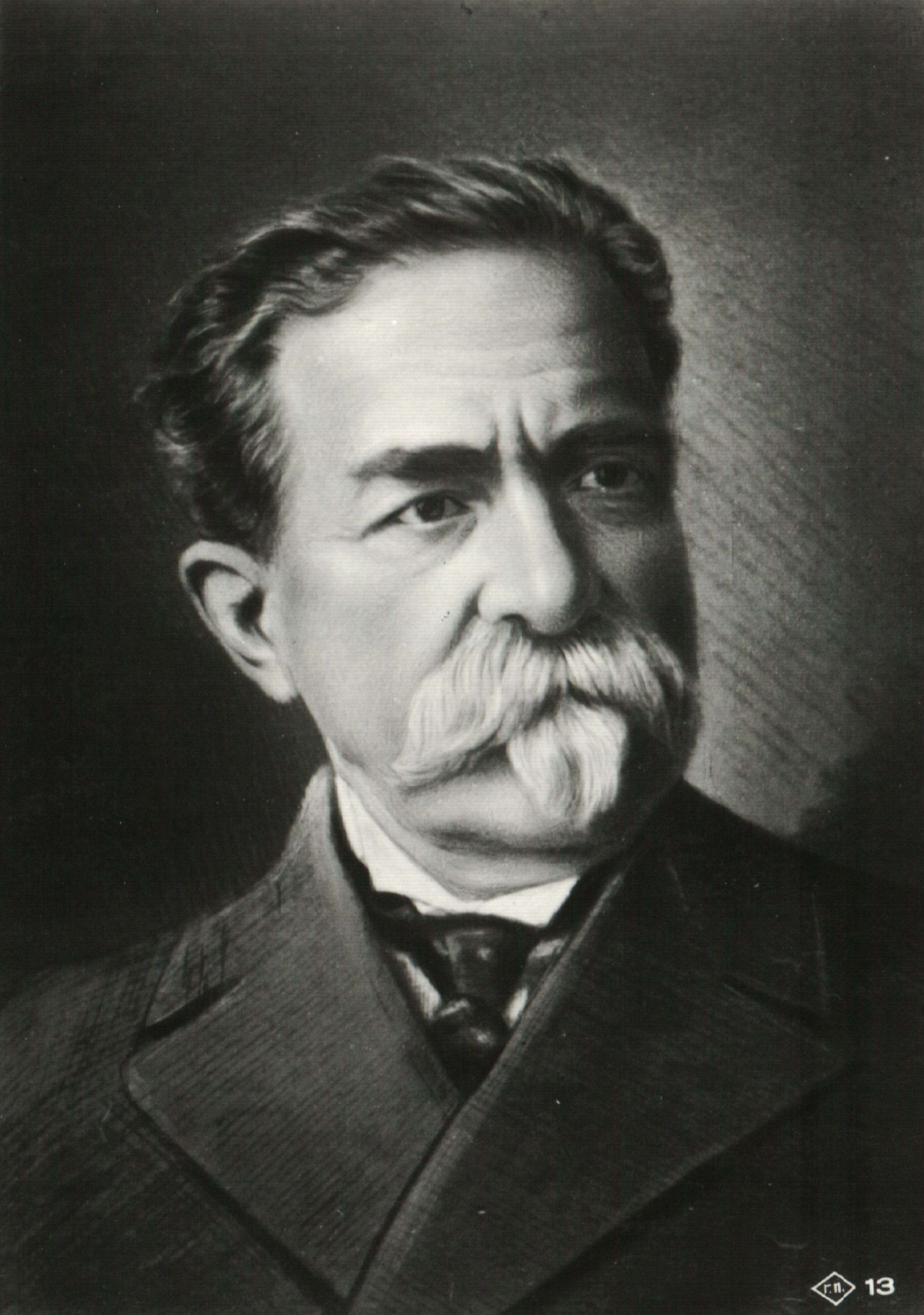
Stojan Michajłowski

Stojan Michajłowski, bułg. Стоян Михайловски (ur. 7 stycznia 1856 w Elenie, zm. 3 sierpnia 1927 w Sofii) – poeta bułgarski.
W utworach epicko-refleksyjnych posługiwał się często symboliką biblijną (poemat Poema na złoto 1889, zbiór wierszy Novissima verba 1889). Uprawiał też pamflet, wierszowaną satyrę, bajkę i epigramat, w których piętnował skorumpowanych urzędników i polityków oraz upadek obyczajów w zmaterializowanym społeczeństwie (zbiór Fiłosoficzeski i satiriczeskim soneti 1895, poemat dydaktyczny Kniga za byłgarskija narod 1897).